# Marquesado de Montalbo
El marquesado de Montalbo es un título de nobleza que fue creado por el rey Felipe IV de España, a favor de Francisca de Toledo y Osorio, el 23 de marzo de 1630.
Francisca fue hija de Pedro de Toledo y Leiva, I marqués de Mancera y virrey del Perú y de su primera esposa Luisa Feijoo de Novoa y Zamudio,  I marquesa de Belvis.
Francisca Álvarez de Toledo casó primeramente con Manuel de Guzmán, quien era hermano del I marqués de Toral y en segundas nupcias con Diego Sarmiento de Acuña y Sotomayor, III conde de Gondomar, gobernador perpetuo de Bayona y caballero de Santiago.
En la actualidad el marquesado de Montalbo se encuentra en titularidad de Joaquín Fernández de Córdoba e Ibarra.